# Abarema campestris
Abarema campestris là một loài thực vật có hoa trong họ Đậu.